# Comayagua (departement)
Comayagua je honduraský departement v centrální části státu. Jeho sídlem je stejnojmenné město Comayagua. Departement zaujímá rozlohu 5 124 km². V roce 2013 v departementu žilo více než 493 tisíc obyvatel. Většina území departementu je součástí povodí řeky Ulúa, na severu regionu se nachází jediné přírodní jezero v Hondurasu Yojoa a přehradní nádrž El Cajón.
V Comayague se nachází americká vojenská základna Soto Cono Air Base, která je jednou z největších ve Střední Americe a kterou využívají armády Spojených států amerických a Hondurasu.